# Borač, Srbija
+   
Borač (izvirno srbsko Борач) je naselje v Srbiji, ki upravno spada pod Občino Knić; slednja pa je del Šumadijskega upravnega okraja.

## Demografija
V naselju, katerega izvirno (srbsko-cirilično) ime je Борач, živi 596 polnoletnih prebivalcev, pri čemer je njihova povprečna starost 47,3 let (44,6 pri moških in 50,1 pri ženskah). Naselje ima 225 gospodinjstev, pri čemer je povprečno število članov na gospodinjstvo 3,08.
To naselje je, glede na rezultate popisa iz leta 2002, večinoma srbsko.
|  |

| Demografija | Demografija     | Demografija     |
| Leto        | Št. prebivalcev | Št. prebivalcev |
| ----------- | --------------- | --------------- |
|             |                 |                 |
|             |                 |                 |
|             |                 |                 |
|             |                 |                 |
| 1948        | 1428            |                 |
| 1953        | 1398            |                 |
| 1961        | 1318            |                 |
| 1971        | 1176            |                 |
| 1981        | 1017            |                 |
| 1991        | 872             | 857             |
| 2002        | 699             | 692             |
|             |                 |                 |

| Etnična sestava po popisu iz leta 2002 | Etnična sestava po popisu iz leta 2002 | Etnična sestava po popisu iz leta 2002 | Etnična sestava po popisu iz leta 2002 | Etnična sestava po popisu iz leta 2002 |
| -------------------------------------- | -------------------------------------- | -------------------------------------- | -------------------------------------- | -------------------------------------- |
| Srbi                                   | Srbi                                   |                                        | 688                                    | 99,42%                                 |
| Črnogorci                              | Črnogorci                              |                                        | 2                                      | 0,28%                                  |
| Neznano                                | Neznano                                |                                        | 2                                      | 0,28%                                  |